# Luiz Celso Manço
Luiz Celso Manço (Ribeirão Preto — 20 de junho de 2020, Santos) foi um professor emérito e um dos fundadores do curso de Psicologia da Universidade Católica de Santos (UniSantos). Fez parte da luta antimanicomial santista, militou no Partido Comunista Brasileiro (PCB) e foi um dos presos torturados no período da Ditadura militar brasileira. Teve uma de suas primeiras participações políticas no movimento estudantil brasileiro enquanto cursava Psicologia na Universidade de São Paulo em Ribeirão Preto

## História
Entrou no PCB no início da década de 1960 e militou na Aliança Libertadora Nacional (ALN) no fim da década, voltando para o partido ainda antes de 1970 continuando militante até o fim de sua vida. Em um dos casos de tortura sofridos por Manço, depois de preso foi enviado pela Operação Bandeirantes no DOI-CODI.
Em 1971 se muda Santos e teve participação decisiva na formação de milhares de profissionais da região. Sua capacidade de mobilização e resistência no movimento antimanicomial resultaram na intervenção do Hospital Anchieta, em 1989.
Escreveu o livro intitulado "Psicologia: um pouco de história, memórias e reflexões (vivência de um psicólogo em Santos)".